# Estremera
Estremera är en kommun i Spanien. Den ligger i den autonoma regionen Madrid, i den centrala delen av landet, 60 km sydost om huvudstaden Madrid. Antalet invånare är 1 467 (2024).